# (25339) 1999 RE27
1999 أر إي 27 (ويعرف أيضًا باسم (25339) 1999 أر إي 27 وفق تسمية الكوكب الصغير) (بالإنجليزية: 1999 RE27)‏ هو كويكب ضمن حزام الكويكبات؛ وترتيبه 25339 من حيث الاكتشاف.
اكتُشف هذا الجُرم الفلكي بواسطة بحث لنكولن عن الكويكبات القريبة من الأرض في 7 سبتمبر 1999.

## وصلات خارجية
- (25339) 1999 RE27 في قاعدة بيانات مختبر الدفع النفاث لأجرام النظام الشمسي الصغيرة

- الاكتشاف · مخطط المدار ·  العناصر المدارية · المعلمات المادية

- (25339) 1999 RE27 على موقع ويكي سكاي: DSS2, SDSS, GALEX, IRAS, Hydrogen α, X-Ray, Astrophoto, Sky Map, Articles and images